# رولف كارولي
رولف كارولي (بالألمانية: Rolf Caroli)‏ (23 ديسمبر 1933 – 1 يناير 2007) هو ملاكم ألماني راحل، مثّل بلاده في الألعاب الأولمبية الصيفية 1960.

## روابط خارجية
رولف كارولي على موقع أوليمبيديا (الإنجليزية)